# David Samuilovich Samoylov
David Samoylov (tiếng Nga: Давид Самойлов) là bút danh của David Samuilovich Kaufman (tiếng Nga: Давид Самуилович Кауфман, 1 tháng 6 năm 1920 – 23 tháng 2 năm 1990) - nhà thơ Nga - Xô Viết.

## Tiểu sử
David Samoylov sinh ở Moskva. Bố là bác sĩ, tham gia Chiến tranh thế giới thứ nhất, Nội chiến và Chiến tranh thế giới thứ hai. Những năm 1938 – 1941, David Samoylov học ở Đại học văn học, lịch sử và triết học Moskva (ИФЛИ). Năm 1941 tình nguyện ra mặt trận nhưng bị giữ lại ở hậu phương do tình trạng sức khoẻ không được tốt. Một thời gian học hàm thụ ở Đại học Sư phạm Ashkhabad. Sau chiến tranh ông dịch thơ từ các thứ tiếng Litva, tiếng Ba Lan, tiếng Séc, tiếng Hungary ra tiếng Nga.
Năm 1958 in tập thơ đầu tiên Ближние страны (Những đất nước gần) viết về những người chiến đấu ngoài mặt trận. Sau đấy lа các tập thơ trữ tình triết học như Второй перевал (Ngọn đèo thứ hai, 1974). Волна и камень (Đá và sóng, 1974); Голоса за холмами (Những giọng sau đồi, 1985)...
David Samoylov còn là tác giả của tập truyện hài rất nổi tiếng và nhiều bài viết về luật thơ. Ông được tặng thưởng nhiều huân chương của nhà nước Liên Xô. Năm 1988 được tặng Giải thưởng Nhà nước Liên Xô. Những năm tháng cuối đời ông sống ở Estonia và chỉ dịch văn học các nước. Ông mất năm 1990 ở Tallinn, Estonia.

## Tác phẩm
- Ближние страны (Những quốc gia láng giềng), thơ
- Второй перевал (Ngọn đèo thứ hai, 1974), thơ
- Волна и камень (Đá và sóng, 1974), thơ
- Голоса за холмами (Những giọng sau đồi, 1985), thơ
- Весть (Tin tức, 1978), thơ
- Залив (Vịnh, 1981), thơ
- Памятные записки (Những ghi chйp kỷ niệm, 1995), ghi chép
- В кругу себя (частично опубл. в 1993)
- Равноденствие (Tiết thu phвn, 1972), thơ
- Последние каникулы (Những kỳ nghỉ cuối cùng, 1972), thơ